# Бои на Прибайкальском фронте
Бои на Прибайкальском фронте происходили в июле—августе 1918 года во время Гражданской войны в России.

## Предыстория
При приближении Сибирской армии красные войска 11 июля 1918 года без боя оставили Иркутск, после чего были переформированы в две дивизии. Командиром первой дивизии, составленной из красноярских, канских, енисейских и иркутских отрядов и сотни аргунских казаков, назначили прибывшего из Забайкалья З. П. Метелицу. Вторую дивизию из шахтёров Черемхова, интернационалистов и анархистов возглавил Н. А. Каландаришвили. Главнокомандующим был назначен П. К. Голиков.
К Байкалу красные войска отступали тремя путями. Конные анархисты Каландаришвили и отряд пехоты 12 июля вышли к селу Лиственничному. Отряд в 400 человек должен был отходить по Култукскому тракту, а остальные части вывозились по Транссибирской магистрали.

## Ход событий
В Лиственичном красные войска погрузились на суда. Ледоколы «Байкал» и «Ангара», а также ещё три парохода, буксируя баржи, отошли к станции Байкал. Заняв Лиственичное, части Сибирской армии захватили пять разукомплектованных и брошенных красными пароходов.

### Бои за станцию Байкал
В ночь на 16 июля 2-й Ново-Николаевский полк белых (200 человек с 2 пулемётами) под командованием капитана А. В. Ивакина атаковал станцию Байкал. В это время на станции находились два штаба красных, более 500 бойцов Иркутской рабочей дружины и небольшой отряд из Лиственичного, располагавшие 2 бронепоездами и 12 пулемётами.
Команда конных разведчиков и взвод пехоты белых совершили обход, горами выйдя на железную дорогу в 500 метрах восточнее станции Байкал, разобрали рельсы и отрезали красным путь к отступлению. Тем временем главные силы 2-го Ново-Николаевского полка атаковали станцию. В 1.50 от пуль и гранат белых взорвался подрывной поезд красных (планировавшийся для уничтожения тоннелей на Кругобайкальской железной дороге) с 4 тоннами динамита. В ходе четырёхчасового боя белые захватили оба бронепоезда красных, орудие, 4 пулемёта, и заставили уцелевших красных отплыть на ледоколе «Байкал». Тем самым белые избежали наступления через многочисленные тоннели Кругобайкальской железной дороги, чреватого разрушением этих сооружений.

### Захват белыми Култука и Слюдянки
Продвигаясь пешим порядком по тракту от Иркутска на Култук, белые части опередили красных, двигавшихся в эшелонах по железной дороге. 4-й Томский полк и чешский ударный батальон во главе со штабс-капитаном Дворжаком неожиданно появились в горах над Култуком ещё 14 июля и, разогнав 600 строивших укрепления китайских рабочих, почти без сопротивления захватили оборудовавшиеся красными позиции.
В ночь на 15 июля около 3 тысяч красных предприняли до восьми безуспешных атак, пытаясь сбить 700 белых с захваченных ими рубежей. Днём 15 июля к белым прибыли три роты 7-го Татранского чешского полка во главе с подполковником Б. Ф. Ушаковым, а 17 июля подошёл 1-й Барнаульский полк. Белые войска задействовали пароходы, отбитые в Лиственичном, а также аэроплан, захваченный у красных. Под угрозой обхода 19 июля 1918 года красные оставили Култук.
К 15.00 20 июля 1-й Барнаульский, 4-й Томский полки и подразделения 7-го Татранского чешского полка с боем заняли станцию Слюдянка, захватив 15 паровозов. При отступлении красные взорвали мосты через реку Слюдянку и небольшой тоннель № 39, последний на Кругобайкальской железной дороге, затруднив тем самым продвижение белых, которые могли теперь наступать только небольшими силами, а движение по железной дороге восстановили только 10 августа.

### Муринское сражение
24 июля авангард белых силой в 200 штыков захватил станцию Утулик и мост через реку Бабху. На рассвете 26 июля после часового боя белые заняли станцию Мурино.
29 июля в районе Мурина развернулись упорные бои, красные при поддержке бронепоезда оттеснили белых за реку Паньковку. 30 июля атаки красных при поддержке огня ледокола «Ангара» продолжились, они ввели в бой более 2000 бойцов при 4 орудиях. 31 июля красные отбили разъезд Паньковка и станцию Мурино и при поддержке двух бронепоездов продолжили наступление.
Потеряв 20 % убитыми и ранеными, белые были вынуждены отойти в район станции Салзан. Было решено ввести неприятеля в заблуждение, имитируя отступление, в то время как главные силы должны были уйти в горы и образовать засаду для флангового удара. В засадные силы вошли 2-й и 3-й Томские, 2-й Ново-Николаевский полки, офицерская рота и команда конных разведчиков, две роты чехословаков во главе с поручиком Янычеком, всего до 1000 бойцов. Засада была создана к рассвету 5 августа, а остальные части белых отступили от Мурина.
Красные, послав для преследования бронепоезда, спешно начали переброску войск в эшелонах на запад, не подозревая о засаде под началом А. Н. Пепеляева. По плану белых она должна была выступить 7 августа. В этот же день от станции Утулик предстояло нанести лобовой удар группе Р. Гайды, в которую входили Енисейский и 1-й Томский полки, чехословаки, конница (всего до 2000 человек).
Разведка красных обнаружила засаду и вынудила белых вступить в бой уже 6 августа. Сражение было очень упорным и кровопролитным, только к вечеру 6 августа группы белых соединились. По сведениям белых красные потеряли 700 человек убитыми, 2500 пленными, 2 бронепоезда, 4 орудия, 7 паровозов и 12 эшелонов; Средне-Сибирский корпус потерял 70 человек убитыми и 200 ранеными, чехословаки — 4 человека убитыми и 30 ранеными.
14—15 августа белая кавалерия заняла станции Танхой и Переёмная.

### Посольский десант

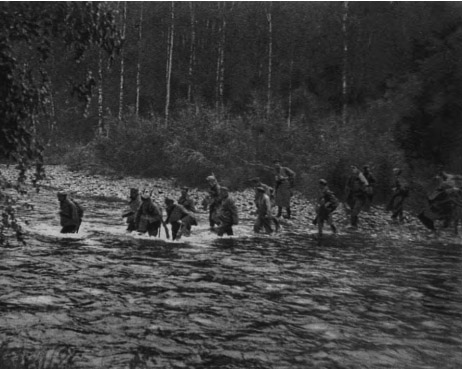
Десантный отряд подполковника Б. Ф. Ушакова переходит реку Большая около Посольской. Август 1918

В 5 часов утра 16 августа 1918 года белые высадились с пароходов «Феодосий», «Сибиряк» и «Бурят» возле Спасо-Преображенского Посольского монастыря. Десантную группу составили Барнаульский полк, пять чешских рот, сотня 1-го Енисейского казачьего полка — всего 1100 бойцов и 6 орудий. Командовал десантом начальник штаба белого Байкальского фронта подполковник Б. Ф. Ушаков. После высадки отряд двинулся к станции Посольская.
Когда белые заняли Посольскую, то на железной дороге образовалась пробка из поездов красных. Выдавая себя за командира отряда венгров-интернационалистов, Ушаков вызвал из Верхнеудинска поезд со взрывчаткой, сохранив тем самым железнодорожный мост через реку Селенгу. Однако, заняв станцию Посольская, Ушаков направил свои части в обе стороны по линии железной дороги, в результате чего десант не смог выдержать натиска наступающих красных. Утром 17 августа красные убили Ушакова на разъезде № 19. Новым начальником штаба Восточного фронта стал полковник Б. П. Богословский.
В ночь на 17 августа пароходы белых, подойдя к станции Мысовая, обстреляли из орудий ледокол «Байкал» и пароход «Кругобайкалец». «Байкал» сгорел, а «Кругобайкалец» был серьёзно повреждён.
Красные войска, отрезанные высадившимся у Посольского монастыря десантом белых, потеряли управление. Однако немногочисленные силы десанта не создали плотного кольца и часть красных сумела пробиться на восток или уйти на юг через хребет Хамар-Дабан. Вечером 18 августа наступавшая от Танхоя вдоль железной дороги группа полковника Пепеляева заняла станцию Посольская.

### Победа белых
После поражения под Посольской о восстановлении красного фронта уже не могло быть речи. 20 августа у станции Берёзовка были окружены и погибли китайские интернационалисты; одновременно пришла в Лиственичное и сдалась красная военная флотилия. Также 20 августа белые вошли в Верхнеудинск. В этот же день есаул Г. М. Семёнов получил послание Б. Ф. Ушакова с просьбой о наступлении на Читу и на следующий день части Особого маньчжурского отряда из Хайлара двинулись на Забайкалье.

## Итоги и последствия
В Селенгинске скопилось свыше 3000 человек красных войск, перед которыми встал вопрос: как быть дальше. Произошёл раскол между Ф. П. Лавровым и Н. А. Каландаришвили. Ещё до катастрофы под Посольской Лавров и руководимые им венгерские интернационалисты начали зондировать почву у китайских властей на предмет их интернирования за границей. После известия о разгроме под Посольской все красные части из Селенгинска двинулись в Троицкосавск, чей Совет уже бежал с ценностями на восток. Лавров начал переговоры с китайскими властями в Маймачэне и вскоре в присутствии датского консула подписал соглашение, по которому китайцам было сдано 2000 винтовок, 40 пулемётов, несколько орудий. Сам Лавров, не веря в прочность соглашения, решил скрыться, но был настигнут отрядом Каландаришвили и расстрелян как изменник. Заняв Троицкосавск белые не признали соглашения красных с китайцами и расправились с захваченными венграми.
23 августа 1918 года, воспользовавшись растерянностью красных, около 100 эвакуированных в Читу из Иркутска политзаключённых освободились и во главе с подполковником Б. П. Ивановым выступили против большевиков. 24 августа под руководством есаула Е. Л. Трухина Читу попытались захватить восставшие забайкальские казаки Титовской станицы, ранее мобилизованные и вооружённые красными. Хотя казаки и были отбиты, их действия дезорганизовали проводившуюся красными эвакуацию. Более того, Тангинский отряд красных под началом анархиста Пережогина ограбил Читинский банк, похитив золота и серебра на 8,6 миллионов рублей. После уличных стычек в ночь на 26 августа красные оставили Читу, а днём в неё вступили казаки во главе с есаулом Трухиным. 27 августа в город вошли части Сибирской армии и Чехословацкого корпуса.
После занятия Читы наступление белых продолжилось. На восток от станции Карымская красных преследовал отряд полковника Е. К. Вишневского: 1-й, 2-й и 4-й Томские полки, 1-й батальон 7-го Татранского чешского полка и две сотни енисейских казаков. На юго-восток вдоль железной дороги на Маньчжурию выступил отряд А. Н. Пепеляева: 3-й Томский, Барнаульский, Енисейский и 2-й Ново-Николаевский полки. 30 августа на реке Онон у станции Оловянная сибирские и чехословацкие части соединились с силами есаула Г. М. Семёнова.
28 августа на станции Урульга состоялась конференция Центросибири, после которой Советы прекратили легальное существование. Красные перешли к партизанской борьбе.